# 34 هـ
34 هـ هي سنة في التقويم الهجري امتدت مقابلةً في التقويم الميلادي بين سنتي 654 و655.

## مواليد
- وهب بن منبه
- سليمان بن يسار

## وفيات
- إياس بن البكير الليثي الكناني
- أبو زمعة البلوي
- مسطح بن أثاثة
- عبادة بن الصامت، صحابي أنصاري.
- إياس بن البكير, صحابي مهاجر.